# Бороздин, Корнилий Александрович
Корни́лий Алекса́ндрович Борозди́н (9 [21] марта 1828, Псковская губерния — 1 [13] ноября 1896, Санкт-Петербург) — русский прозаик, мемуарист, адвокат. Отец писателя А. К. Бороздина.

## Биография
Происходил из дворян. Родился 9 (21) марта 1828 года в селе Нестягино (Опочецкий уезд, Псковская губерния). Детство провёл в родовом имении на Псковщине, Архангельской и Симбирской губерниях, переезжая с семьёй по месту службы отца — чиновника удельного ведомства.
С 1840 года учился в Главном немецком училище Святого Петра в Петербурге; затем — в школе гвардейских подпрапорщиков. С 1845 по 1849 гг. учился на юридическом факультета Московского университета.
По окончании университетского курса служил чиновником особых поручений при губернаторе в Ярославле и в Симбирске. В 1853—1856 гг. был воспитателем владетельных князей Мингрелии при кавказском наместнике.
В 1856—1861 гг. — сенакский, а с 1861 по 1865 — телавский уездный начальник. В 1865—1867 гг. — член губернского по крестьянским делам присутствия. Уйдя в отставку переехал в Москву и 11 ноября 1867 года был принят в сословие присяжных поверенных.
В 1870 году переехал в Петербург.
С начала 1890-х годов издавал художественный альбом «Российский царственный дом Романовых».
Умер 1 (13) ноября 1896 года. Похоронен на Никольском кладбище Александро-Невской лавры; там же была похоронена его жена, Ольга Петровна Бороздина (11.07.1843—28.12.1900).

## Произведения
- Крепостное состояние в Мингрелии //Записки Кавказского отдела Императорского русского географического общества. — 1866. — Кн.7.
- Омер-паша в Мингрелии. Из воспоминаний о Вост. войне 1853-56 г. К. Бороздина — СПб.: тип. Деп. уделов, 1873. — 58 с.
- Закавказские воспоминания. Мингрелия и Сванетия с 1854 по 1861 г. — СПб.: А. С. Суворин, 1885. — 423 с.
- Упразднение двух автономий // Исторический вестник. — 1885. — № 1-6.
- Колонизация Кавказа. — СПб., 1885.
- Алазанская долина. (Из воспоминаний о Закавказьи). — СПб., 1886. — 30 с.
- И. С. Аксаков в Ярославле // Исторический вестник. — 1886. — № 3.
- Три столетних старца // Исторический вестник. — 1888. — № 11.
- Воспоминания о графе М. Т. Лорис-Меликове // Исторический вестник. 1889. — № 2.
- Из моих воспоминаний // Исторический вестник. 1889. — № 6.
- Воспоминания о Н. Н. Муравьёве // Исторический вестник. — 1890. — № 1-2.
- Лезгинское восстание в Кахетии в 1863 году. (Из воспоминаний К. А. Бороздина). — СПб., 1890.
- Переселенцы в Закавказьи — 1891
- Последние Лузинианы. На основании неизд. писем и документов — СПб., 1891.
- Из рассказов старика-черкеса // Нива. — 1892. — № 4.
- Из прошлого Мингрели. // Ежемесячные литературные приложения к журналу «Нива». — П., 1897. — № 5.
- Отрывок из фамильных воспоминаний // Исторический вестник. — 1902. — № 12.
- «Священная Дружина» и «Народная воля» // Былое. — СПб., 1907. — № 10.